# Tyrawka
Die Tyrawka ist ein kleiner rechter Zufluss des San in Polen.

## Geografie
Der rund 23 km lange Fluss entspringt im Gebirgsstock der Sanok-Turkaer Gebirges bei dem Dorf Zawadka (Stadt Ustrzyki Dolne) und mündet bei dem Dorf Tyrawa Solna (Stadt Sanok) in den San.
Das Einzugsgebiet wird mit 127 km² angegeben.